# 鈴木裕 (競輪選手)
鈴木 裕（すずき ひろし、1984年12月9日 - ）は、千葉県を登録地とする競輪選手であり、元プロキックボクサー。日本競輪学校（以下、競輪学校）第92期生。

## 来歴
埼玉県立三郷北高等学校出身。
2002年5月26日、新日本キックボクシング協会後楽園ホール大会において、プロキックボクサーとしてデビューしKO勝ち。続く9月22日の一戦も判定勝ちを収めた。しかし網膜剥離により、2戦2勝の戦績をもって引退を余儀なくされた。
その後、酢崎良雄（競輪学校53期生）に弟子入りして競輪選手を目指すことになった。2006年、競輪学校第92期生として入校。在校競走成績は50位（6勝）。
2007年7月6日、小田原競輪場でデビューし、初勝利を挙げた。
2011年7月31日、松戸競輪開設61周年記念を優勝。
2012年、第65回日本選手権競輪で決勝に進出し8着。

## 戦績

### プロキックボクシング
| キックボクシング 戦績 | キックボクシング 戦績 | キックボクシング 戦績 | キックボクシング 戦績 | キックボクシング 戦績 | キックボクシング 戦績 | キックボクシング 戦績 |
| --------------------- | --------------------- | --------------------- | --------------------- | --------------------- | --------------------- | --------------------- |
| 2 試合                | (T)KO                 | 判定                  | その他                | 引き分け              | 無効試合              |                       |
| 2 勝                  | 1                     | 1                     | 0                     | 0                     | 0                     |                       |
| 0 敗                  | 0                     | 0                     | 0                     | 0                     | 0                     |                       |

| 勝敗 | 対戦相手         | 試合結果       | 大会名                                                 | 開催年月日    |
| ○    | 佐々木泰士       | 3R終了 判定3-0 | 新日本キックボクシング協会 「ADVANCE ATTACK ～進撃～」 | 2002年9月22日 |
| ○    | ショットガン栗山 | 1R 2:49 KO     | 新日本キックボクシング協会 「LOCK ON！～奪還～」       | 2002年5月26日 |